# 代達鄉 (穆列什縣)
46°56′N 24°54′E / 46.933°N 24.900°E
代達鄉（羅馬尼亞語：Comuna Deda, Mureș），是羅馬尼亞的鄉份，位於該國中部，由穆列什縣負責管轄，面積98平方公里，海拔高度455米，2007年人口4,437，人口密度每平方公里45人。